# Clemensia irrorata
Clemensia irrorata là một loài bướm đêm thuộc phân họ Arctiinae, họ Erebidae.